# 人間の証明のテーマ
「人間の証明のテーマ」（にんげんのしょうめいのテーマ）は、ジョー山中の歌唱による、1977年公開の角川映画第2作『人間の証明』のテーマ曲。1977年8月10日にリリースされた。

## 解説
「人間の証明のテーマ」は、映画『人間の証明』の劇中でも語られる西條八十の詩「帽子」を角川春樹が英訳し、ジョー山中が歌詞に仕立てたものに、音楽を担当した大野雄二が曲を付けて誕生。山中は本編の中でストーリーのカギとなる黒人青年役で映画にも出演した。
映画公開前から大量にTV・ラジオで流されたスポット広告では、同曲をバックに西條の原詩がナレーションで使われ「母さん、僕のあの帽子、どうしたでしょうね?」は流行語にもなった。そんな大量スポットと映画自体の大ヒット（配給収入22億5000万円）の甲斐あってか、山中にとって初のオリコン・チャート入り作品となり、生涯最大のヒット（オリコン2位）となった。
テーマ音楽の録音は6月17日夜10時30分よりサウンド・シティ・スタジオで行われた。山中の仲間でもある、ギタリストの石間秀樹、キーボードの篠原信彦も参加し、ベーシック録音では山中の歌も加わりセッションが始まった。本番はとても順調で、数テイクで終わりとなったが、皆が片付けを始め、ベースの後藤次利がスタジオを出るタイミングで録り直しとなり、全員準備が出来たところで即本番。次は一発OKになり終わった。最終的にこのテイクが採用され、18日午後6時からボーカル録音が行われている。
映画本編で流れたテーマ曲は別テイクで、音源化されていない。
「人間の証明のテーマ」の累計売上はミリオンセラーに達した。本映画とはスタッフ・スポンサー共に異なる、2001年にテレビ東京で放送されたテレビドラマ『人間の証明2001』でも制作側の意向により「人間の証明のテーマ」が使用された。
2017年には、同年4月2日放送のテレビ朝日系スペシャルドラマ「人間の証明」の主題歌として、EXILE ATSUSHIによってカバーされた。
TBSラジオの番組、『問わず語りの神田伯山』のオープニング曲しても使用されている。

### エピソード
山中は、この曲のヒット中に大麻取締法違反で逮捕されたため、テレビで歌うことはできなかった。原作者の森村誠一はラジオに出ると、この曲をかけてくれとリクエストしたが、それはできませんと断られた。『人間の証明のテーマ』はヒットしているにもかかわらず、ラジオでもテレビでもコマーシャル以外は流れなくなっていた。つまりはレコードを買う以外聴けなくなり、そのためますますレコードが売れた。
日本アカデミー賞が始まった年で、本作もノミネートされていたが、受賞できなかったのはこれが影響していると大野は語っている。

## 収録曲
- 東映配給 · 角川春樹事務所映画製作第2回作品
- 映画「人間の証明」よりサウンド・トラック
- 全作編曲：大野雄二

### SIDE 1
1. THEME FROM "PROOF OF THE MAN"  –  (人間の証明のテーマ) / JOE YAMANAKA  –  (4:17)
  - 原詩：西條八十作「帽子」より、英訳：角川春樹、英詞：ジョー山中

### SIDE 2
1. THEME FROM "PROOF OF THE MAN" (Instrumental)  –  (人間の証明のテーマ) インストゥルメンタル / YUJI OHONO & HIS PROJECT  –  (4:39)

## クレジット
| 音楽監督・作曲：大野雄二                                                                                   |
| 原詩：西條八十作「帽子」より                                                                               |
| 英訳：角川春樹                                                                                             |
| 英詞：ジョー山中                                                                                           |
| 音楽製作：角川音楽出版                                                                                     |
| |
| Recording Data:                                                                                            |
| Produced by Yuji Ohno & Ikuzo Orita                                                                        |
| Assisted by Shigekazu "Hedro" Itoh & Kazuo Kajiwara                                                        |
| Executive Producer : Haruki Kadokawa                                                                       |
| Mixed by Tomiji Iyobe                                                                                      |
| Remixed by Tomiji Iyobe & Yuji Ohno                                                                        |
| Recorded at Sound City Studio & Mouri Studio                                                               |
| Recording Date : June 17, 18, 24 ,25 27                                                                    |
| Designed by Cap & Keishi Akasaka                                                                           |
| Arranged by Yuji Ohno                                                                                      |
| |
| Musician :                                                                                                 |
| Joe Yamanaka (Vocal)                                                                                       |
| Tsunehide Matsuki (Elec. & Ac. Guitar)                                                                     |
| Hideki Ishima (Elec. Guitar on A side)                                                                     |
| Tsugutoshi Gotoh (Elec. Bass on A side)                                                                    |
| Kenji Takamizu (Elec. Bass on B side)                                                                      |
| Minoru Kuribayashi (Ac. Piano on A side)                                                                   |
| Nobuhiko Shinohara (Hammond Organ on A side)                                                               |
| Yuji Ohono (Elec. Piano)                                                                                   |
| Yasushi Ichihara (Drums)                                                                                   |
| Tadaomi Anai (Percussion on A side)                                                                        |
| Larry Sunaga (Percussion on B side)                                                                        |
| Takeru Muraoka (Alto Sax Solo on B side)                                                                   |
| Minoru Suzuki (Concert Master of The String Part on B side)                                                |
| Keiko Yamakawa (Harp on B side)                                                                            |
| Hirotaka Fukui (Trombone)                                                                                  |
| Michio Kagiwada (Trombone)                                                                                 |
| Hiroshi Suzuki (Trombone)                                                                                  |
| Sumio Okada (Bass Trombone)                                                                                |
| Katsuyoshi Kurosawa (French Horn)                                                                          |
| Masayuki Yamashiro (French Horn)                                                                           |
| Tetsuo Higuchi (French Horn)                                                                               |
| |
| - Special Thanks to : Simon Tse, Tohru Yoshida, Lovely Kako, - Toshio Furusawa, Taichi Inoue, Junya Satoh. |

## 収録アルバム
- 「人間の証明」オリジナル・サウンドトラック
- 角川映画スぺシャル

## カバー
| アーティスト        | 収録作品                                                  | 発売日                         | 規格      | 品番                    |
| ------------------- | --------------------------------------------------------- | ------------------------------ | --------- | ----------------------- |
| ダイアモンド☆ユカイ | - 『Respect』 - 『The Best Respect〜Respect In Peace...』 | - 2012年7月25日 - 2019年7月2日 | - CD - CD | - WPCL-11175 - WQCQ-747 |